# Buttapietra
Buttapietra ist eine italienische Gemeinde (comune) mit 7011 Einwohnern (Stand 31. Dezember 2023) in der Provinz Verona in Venetien.

## Geographie
Die Gemeinde liegt etwa 11,5 Kilometer südlich von Verona am Fluss Menago.

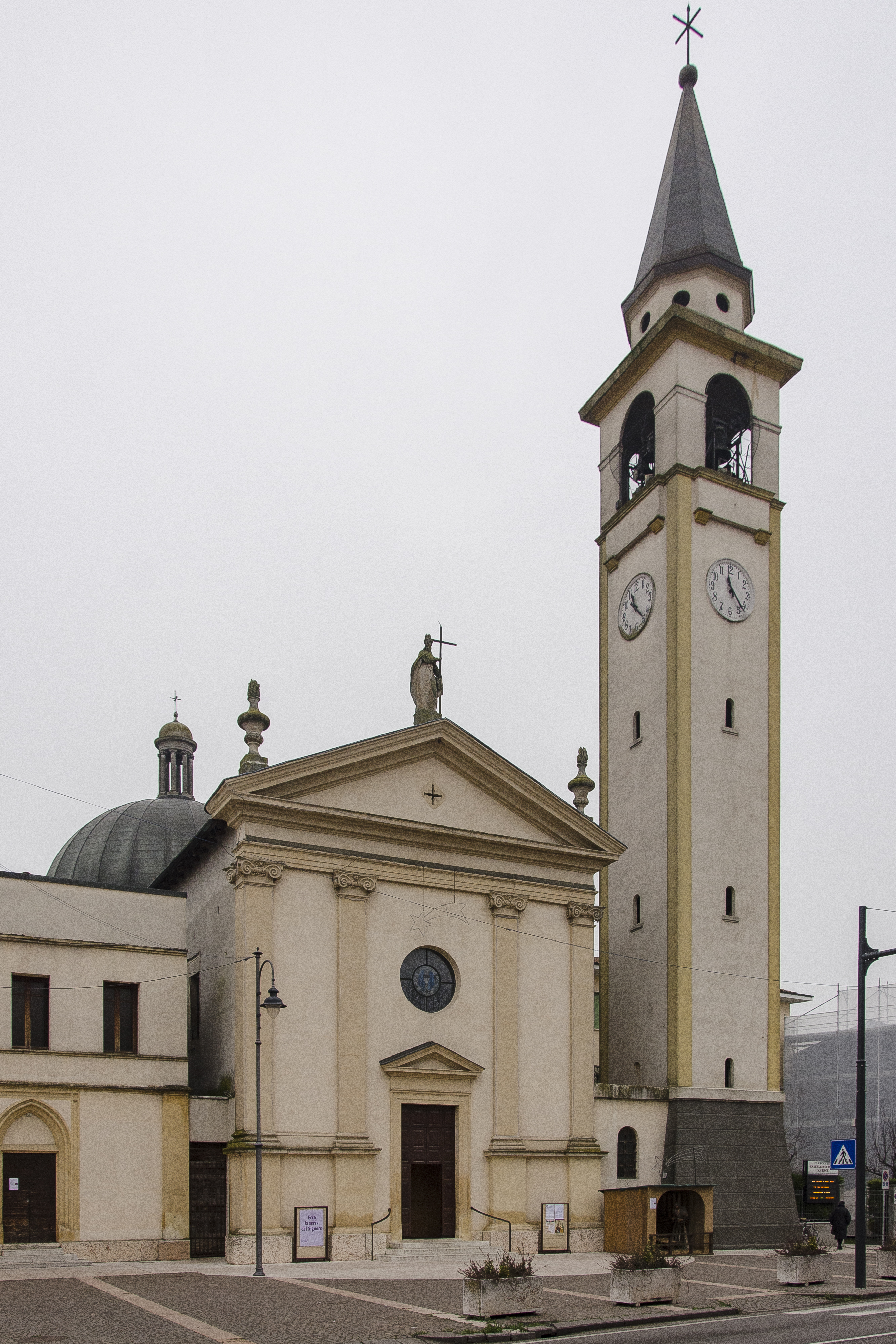
Pfarrkirche Santa Croce

## Verkehr
Buttapietra liegt an der Strada Statale 12 dell’Abetone e del Brennero von Verona nach Modena. Ein Bahnhof besteht an der Bahnstrecke Verona–Bologna.